# Otto Wilhelm von Mansberg
Otto Wilhelm von Mansberg († 29. April 1767) war ein hessen-kasselscher Amtshauptmann.

## Leben und Wirken
Otto Wilhelm stammt aus der Familie von Mansberg oder Mannsberg, der durch Diplom vom 14. Januar 1694 der Reichsadelsstand bestätigt worden ist. Seinen Sitz hatte er auf dem seit 1696 in Familienbesitz befindlichen Gut Meinbrexen, wo er Erb- und Gerichtsherr war. Er trat in den Dienst des Königs Georg II. von Großbritannien und Herzogs zu Braunschweig und Lüneburg. Mansberg erhielt die Funktion des Amtshauptmanns in der Propstei Göllingen, einem 1606 aufgehobenen Benediktinerkloster in Göllingen im Norden von Thüringen.
Mansberg blieb unverheiratet und setzte testamentarisch seine vier Nichten als Universalerbinnen ein. Dies waren die Töchter seines verstorbenen Bruders, des königlich-großbritannischen und braunschweig-lüneburgischen Oberhauptmanns Anton Adam von Mansberg († 1759) auf Grohnde. Dieser hatte auch noch zwei Söhne, die allerdings im jugendlichen Alter verstarben. Da Mansberg sein Testament nicht in Göllingen, sondern bei den Hacke’schen Gerichten in Hackpfüffel im Kurfürstentum Sachsen hinterlegt hatte, geriet es nach seinem 1767 erfolgten Tod in Vergessenheit, so dass seine testamentarischen Bestimmungen keine Anwendung fanden.

## Weblink
- Bestand Propstei/Propsteigericht Göllingen mit Erwähnungen Mansbergs im Landesarchiv Thüringen